# Qoudoud alépins
Les qoudoud, qoudoud alépins ou encore Qudūd Ḥalabīyah (en arabe : القدود الحلبية / al-qudūd al-ḥalabiyya, au singulier قد حلبي / qadd ḥalabī, littéralement « mesures musicales d'Alep ») sont des chants traditionnels syriens, combinant des paroles en arabe classique basées sur la poésie d'Al-Andalus, en particulier celle sous forme de muwashshah, avec de vieilles mélodies religieuses recueillies principalement par des musiciens d'Alep. Leurs thèmes sont le plus souvent l'amour, le désir et la spiritualité.
Un interprète célèbre de qoudoud alépins est Sabah Fakhri.
Présenté par la Syrie, « l'al-Qudoud al-Halabiya » est sélectionné sur la liste représentative du patrimoine culturel immatériel de l'humanité par l'UNESCO en décembre 2021.